# Saint-Martin-de-Lenne
Saint-Martin-de-Lenne település Franciaországban, Aveyron megyében. Lakosainak száma 334 fő (2022. január 1.). Saint-Martin-de-Lenne Pierrefiche, Saint-Saturnin-de-Lenne, Vimenet, Saint-Geniez-d'Olt-et-d'Aubrac és Sévérac-d'Aveyron községekkel határos.

## Népesség
A település népessége az elmúlt években az alábbi módon változott:
| Lakosok száma | 310  | 270  | 234  | 219  | 296  | 298  | 302  | 315  | 324  | 334  |
|               | 1968 | 1982 | 1990 | 2006 | 2013 | 2015 | 2017 | 2019 | 2020 | 2022 |